# Ligne 6 du métro de Wuhan
La ligne 6 du métro de Wuhan est une ligne du métro de Wuhan inaugurée en 2016, prolongée en 2021, comptant 32 stations pour une longueur totale de 43 kilomètres. Elle relie les terminus Xincheng Shiyilu (11e rue de Xincheng) au nord et Dongfeng Gongsi, l'entreprise automobile Dongfeng au sud.

## Histoire

### Chronologie
- 28 décembre 2016 : Jinyinhu Gongyuan - Dongfeng Gongsi[1] ;
- 26 décembre 2021 : Jinyinhu Gongyuan - Xincheng Shiyilu[1].

### Travaux
La ligne dessert 32 stations sur 43 km du nord au sud. Elle est en correspondance avec les lignes 1, 2, 3, 7 et 16 du métro de Wuhan. Elle dessert notamment le centre international d'expositions de Wuhan, le centre-ville au nord du fleuve Yangtsé.

### Liste des stations
|  |   |  |  | Station             | Nom en chinois | Traductions                                                                   | Coordonnées                   | Correspondances         |
|  | - |  |  | ------------------- | -------------- | ----------------------------------------------------------------------------- | ----------------------------- | ----------------------- |
|  | O |  |  | Xincheng Shiyilu    | 新城十一路     | 11e rue de Xincheng (en) Xincheng 11th Road                                   |                               |                         |
|  | o |  |  | Matoutan Gongyuan   | 码头潭公园     | Parc de Matoutan (en) Matoutan Park                                           | 30° 38′ 03″ N, 114° 07′ 04″ E | 1                       |
|  | o |  |  | Wuhuan Tiyuzhongxin | 五环体育中心   | Centre sportif des Cinq-Anneaux (en) Five Rings Sports Center                 |                               |                         |
|  | o |  |  | Eryalu              | 二雅路         | Rue Erya (en) Erya Road                                                       |                               |                         |
|  | o |  |  | Haikou Sanlu        | 海口三路       | 3e rue de Haikou (en) Haikou 3rd Road                                         |                               |                         |
|  | o |  |  | Jinyinhu Gongyuan   | 金银湖         | Parc Jinyinhu (en) Jinyinhu Park                                              | 30° 38′ 21″ N, 114° 10′ 31″ E |                         |
|  | o |  |  | Jinyinhu            | 金银湖         | Lac Jinyin                                                                    | 30° 38′ 29″ N, 114° 11′ 59″ E |                         |
|  | o |  |  | Yuanboyuan Bei      | 园博园北       | (en) Garden Expo North                                                        | 30° 38′ 24″ N, 114° 13′ 03″ E | 7                       |
|  | o |  |  | Qinggong Daxue      | 轻工大学       | Université polytechnique (en) Polytechnic Univ.                               | 30° 38′ 31″ N, 114° 13′ 45″ E |                         |
|  | o |  |  | Changqinghuayuan    | 常青花园       | Jardin de Changqing                                                           | 30° 38′ 34″ N, 114° 14′ 14″ E | 2                       |
|  | o |  |  | Yangchahu           | 杨汊湖         | Lac Yangcha                                                                   |                               |                         |
|  | o |  |  | Shiqiao             | 石桥           | Pont de pierre                                                                |                               | 12 (en construction)    |
|  | o |  |  | Tanjiadun           | 唐家墩         |                                                                               |                               | 10 (en construction)    |
|  | o |  |  | Sanyanqiao          | 三眼桥         | Pont aux Trois-Yeux                                                           |                               |                         |
|  | o |  |  | Xianganglu          | 香港路         | Rue de Hong Kong (en) Xianggang Road                                          |                               | 3 7                     |
|  | o |  |  | Miaolilu            | 苗栗路         | Rue Miaoli (en) Miaoli Road                                                   |                               |                         |
|  | o |  |  | Dazhilu             | 大智路         | Rue Dazhi (en) Dazhi Road                                                     |                               | 1                       |
|  | o |  |  | Jianghanlu          | 江汉路         | Rue Jianghan (en) Jianghan Road                                               |                               | 2                       |
|  | o |  |  | Liuduqiao           | 六渡桥         |                                                                               |                               |                         |
|  | o |  |  | Hanzhengjie         | 汉正街         | Rue Hanzheng (en) Hanzheng Road                                               |                               |                         |
|  | o |  |  | Wushenglu           | 武胜路         | Rue Wuxheng (en) Wusheng Road                                                 |                               |                         |
|  | o |  |  | Qintai              | 琴台           |                                                                               |                               |                         |
|  | o |  |  | Zhongjiacun         | 钟家村         |                                                                               |                               | 4                       |
|  | o |  |  | Mayinglu            | 马鹦路         | Rue Maying (en) Maying Road                                                   |                               |                         |
|  | o |  |  | Jiangang            | 建港           |                                                                               |                               |                         |
|  | o |  |  | Qianjincun          | 前进村         |                                                                               |                               |                         |
|  | o |  |  | Guobozhongxin Bei   | 国博中心北     | Centre international d'exposition - Nord (en) North International Expo Center |                               |                         |
|  | o |  |  | Guobozhongxin Nan   | 国博中心南     | Centre international d'exposition - Sud (en) South International Expo Center  |                               | 12 (en construction) 16 |
|  | o |  |  | Laoguancun          | 老关村         |                                                                               |                               | 16                      |
|  | o |  |  | Jiangcheng Dadao    | 江城大道       | Boulevard Jiangcheng (en) Jiangcheng Boulevard                                |                               | 10 (en construction)    |
|  | o |  |  | Checheng Donglu     | 车城东路       | Rue Checheng est (en) Checheng East Road                                      |                               |                         |
|  | O |  |  | Dongfeng Gongsi     | 东风公司       | Entreprise Dongfeng (en) Dongfeng Motor Corp.                                 |                               | 3                       |